# Domenico Raimondo
Domenico Orazio Raimondo (Finale Ligure, 12 febbraio 1899 – Arbi Gherbià, 10 settembre 1937) è stato un militare e medico italiano, decorato con la medaglia d'oro al valor militare alla memoria nel corso delle grandi operazioni di polizia coloniale in Africa Orientale Italiana.

## Biografia
Nacque a Finale Ligure, provincia di Savona, il 12 febbraio 1899, figlio di Giovan Battista e Giulia Ottone.
Arruolatosi nel Regio Esercito frequentò la Regia Accademia Militare di Artiglieria e Genio di Torino uscendone come aspirante ufficiale di complemento del genio il 25 ottobre 1917. Prese parte alla prima guerra mondiale in servizio presso la 137ª Compagnia zappatori. Promosso sottotenente nel luglio 1918 ed assegnato al 2º Reggimento genio, veniva poi assegnato al quartier generale della 70ª Divisione fanteria fino al febbraio 1919 quando partì per l'Albania per prestare servizio preso il Corpo italiano di occupazione. Rientrato in Italia qualche tempo dopo perché messo a disposizione del 3° Ufficio lavori di Treviso, fu promosso tenente il 2 maggio 1920 e pochi giorni dopo veniva posto in congedo. Conseguita la laurea in giurisprudenza all'Università di Siena, lavorò per oltre 15 anni come avvocato a Genova. Richiamato in servizio attivo a domanda nell'ottobre 1935, e nel gennaio successivo partiva col XXXV Battaglione zappatori mobilitato per l'Eritrea, prestando poi servizio durante la guerra d'Etiopia. Nel mese di marzo fu promosso capitano a scelta speciale con anzianità 1º luglio 1935. Rimasto in Africa Orientale Italiana dopo la fine della guerra venne assegnato alla Regia Residenza di Gaint (Arbi Gherbià). Cadde in combattimento il 10 settembre 1937, durante il corso delle grandi operazioni di polizia coloniale e venne insignito della medaglia d'oro al valor militare alla memoria.

### Fonti
1. ↑  Gruppo Medaglie d'Oro al Valore Militare 1965, p. 256.
2. 1 2 3 4 5 6 7 8 9  Combattenti Liberazione.
3. ↑   Medaglia d'oro al valor militare Raimondo, Domenico, su quirinale.it, Quirinale. URL consultato l'11 febbraio 2023.
4. ↑  Registrato alla Corte dei conti li 20 marzo 1939, registro 4 Africa Italiana, foglio 242.